# 吴茱萸次碱
吴茱萸次碱（英語： 或 Rutaecarpine）是一种含氮有机化合物，化学式C
18H
13N
3O，属于一种吲哚喹唑酮类生物碱，可作为COX-2抑制剂。